# Коља Мићевић
Коља Мићевић (Бања Лука, 15. фебруар 1941 — Бања Лука, 17. новембар 2020) био је српски преводилац, пјесник, есејиста и публициста. Живио је и радио у Паризу. Био је члан Српског књижевног друштва, Удружења књижевника Републике Српске и Удружења за културу, уметност и међународну сарадњу Адлигат.
Мићевић је превео Дантеову Божанствену комедију на француски и српски језик, комплетан поетски опус Едгара Алана Поа, готово све класике и друге релевантне француске пјеснике, Ризницу Брунета Латинија, неколико средњовјековних романа у стиху, сонете Францета Прешерна, поједина дјела Федерика Гарсија Лорке и многе друге преводе. Поред преводилачког рада писао је поезију на српском и француском језику, есеје, музиколошка дјела, чланке, огледе о преводилаштву и публицистичка дјела.
Описиван од стране савременика као ренесансни човјек, Мићевић је за свој рад награђен је бројним националним признањима, Златном медаљом Француске академије и проглашен је почасним грађанином Бањалуке.

## Биографија
Отац му је био ковач и солунски борац а мајка домаћица. Мићевић је био десето дијете у породици. Други свјетски рат је провео са мајком, док му је отац завршио у логору а сестра Зора се борила у партизанима. Усташе су Мићевића и његову мајку у том периоду принудно покатоличиле. У Бањој Луци је завршио основну школу и гимназију. У младости се активно бавио спортом. Студирао је Свјетску књижевност на Филолошком факултету у Београду.
Радио је као лектор за Српскохрватски језик на Сорбони и обављао је функцију савјетника за културу Амбасадора БиХ у Француској.
Прије распадa Југославије 1989. са неколико истакнутих умјетника се залагао за оснивање удружења „Независни писци Југославије”. Напуштање Бањe Луке и завичаја доживљавао је као принуђени егзил.
Био је члан дирекције медитеранског француског фестивала Voix Vives из Сета, задужен за подручје некадашње Југославије.
Његов превод Комедије и појединих других дјела цртежима је обогатио Владимир Величковић. Мићевић је одржао серију предавања на тему Данте, наш близанац (Dante notre Gémeau) у Италијанском културном центру у Паризу.
Преминуо је од посљедица вируса Ковид-19.
Савременици су га називали „ренесансним човјеком”.
Њему у част установљена је међународна награда за превођење поезије „Коља Мићевић”, коју додјељује Удружење књижевника Републике Српске.

## Награде
- Награда „Милош Н. Ђурић”, за превод дела Песме Стефана Малармеа,1972.[3]
- Награда београдских клокотриста, за збирку Штрик и Шија[3]
- Награда „Станислав Винавер”[3]
- Награда „Сретен Марић”, за књигу Осам Влашића француског симболизма, 2011.[3]
- Награда „Мирослав Антић”, за књигу Римагинације, 2016.[3]
- Вукова награда[3]
- Награда „Златни беочуг” Културно-просветне заједнице Београда[3]
- Златна медаља Француске академије 1989. за ширење француске културе и језика[3]
- Награда „Кочићево перо”[12]
- Кочићева награда, 2017.[3]

## Дјела

### Поезија
- Стопа Сна[13]
- Нити
- Море
- Штрик и шија, 365 варијација на Вијонов катрен
- Први избор
- Римагинације
- Кристал успомена
- Први избор
- Икар-Icarem, Двојезичне пјесме, француско-српски
- Стање  Никога
- Клавиринт
- Виновник
- Eros in Melos
- L’Homme alarmé (на Француском језику)
- Le lit défait
- Monsieur le Serpent
- Mozart rencontre scarlatti
- La rue des amants d’hier
- Au clair de la france
- Robinsong
- Le petit testament bosniaque
- Histoire gymnopédique de la poésie francaise

### Музикологија
- Свете, лаку ноћ!
- Моцарт сусреће Скарлатија
- Моцарт, Злочин Марије Терезије
- Лирска историја музике, од Питагоре до Баха, I-IV
- Музички роман. 1, Од Јувала до Моцарта
- Музички роман. 2, У Моцартовом сазвежђу
- Музички роман. 3, Од Моцарта до Моцарта
- Музички роман. 4, Међучин
- Музички роман. 5, Хтели бисте написати фугу!
- Џепна историја музике
- Свете, лаку ноћ, о кантатама Јохана Себастијана Баха
- Молебан за композиторе жртве Холокауста[14]

### Преводи
- Превео и објавио све велике и мање значајне француске песнике у осам антологија и тридесетак књига од Трубадура до Стефана Малармеа и Пола Валерија.
- Мићевић је преводио и са енглеског, шпанског, италијанског, словеначког, као и са српског и словеначког на француски и француског на словеначки.
- Антологија тртубадурске поезије
- Француска поезија од 1400. до 1800
- Нарцис говори, француска поезија 19. стољећа
- Књига француских сонета
- Антологија француских балада и шансона
- Четири доба француске поезије, I-IV
- Жива антологија франуске поезије, д 11. до 20 столећа, I-III
- Кретјен де Троа - Ланселот, витез на таљигама
- Кретјен де Троа - Парсифал, легенда о светом гралу
- Кретјен де Троа - Филомела
- Марија од Француске - Приче у стиху
- Марије од Француске - Орлови нокти
- Берул - Тристан и изолда
- Гијом де Лорис - Роман о ружи
- Гијом де Машо - Венерин облак (прича о истини)
- Шарл Орлеански - Баладе, шансоне и ронда
- Франсоа Вијон - Завештања
- Морис Сев - Делиа узор чисте врлине
- Холбајн Млађи - Плес смрти
- Жан де ла Фонтен - Басне
- Виктор Иго - Контемплације (избор)
- Виктор Иго - Шекспир
- Виктор Иго - Призивање духова на џерзију
- Шарл Бодлер - Цвеће зла
- Стефан Маларме - Песме, двојезично
- Стефан Маларме - Поезија
- Стефан Маларме - Дворац наде, избор поезије
- Жил Лафорг - Јадиковка над јадиковкама
- Жил Лафорг - Упијач бескраја
- Тристан Цара - Приближни човек
- Виктор Сегален - Стеле Виктора Сегален
- Гијом Аполинер - Бестијариј или орфејева пратња
- Les saluts slaves: Une anthologie poétique, Антологија поезије југословенских песника, са српског на француски, изабране пјесме од 1800. до 1900
- Пол Валери - Између јутра и палме, избор поезије
- Пол Валери - Песме, сабране песме
- Пол Валери - Словар
- Пол Валери - Отрво ксифос, избор прозе
- Пол Валери - Начела чисте и примењене анаархије
- Пол Валери - Свеске, I-IV
- Пол Валери - Моја позоришта
- Пол Валери - Медитеранска надахнућа
- Пол Валери - Poésie brute, сирова поезија
- Пол Валери - Естетичко искуство
- Сор Хуана де ла Круз - Први сан
- Федедрико Гарсија Љорка - Цигански романсеро
- Федерико Гарсија Љорка - Поезија
- Аријел Лансани д - Рђа и спокој
- Едгар Алан По - Гавран и друге песме
- Есгар Алан По - Гавран и све друге песме
- Девет верзија дјела Гавран Едгара Алана Поа, с енглеског на француски
- Џон Тејлор - Окно, са Сањом Зекановић
- Данте Алигијери - Vita nova
- Данте Алигијери - Риме (избор)
- Данте Алигијери - Комедија
- Брунето Латини - Ризница
- Брунето Латини - Le petit trésorрунет
- Ђовани Пасколи - Последње путовање
- Франце Прешерн - Сонетни венац ‒ сонети несреће
- L'Ultime Aimé, избор поезије Франца Прешерна
- France Preseren - Lеs poésies complètes
- Les saluts slaves, антологија југословенских песника
- Од Франца Прешерна до Иве Андрића и Милоша Црњанског

### Есејистика и друге публикације
- Константе и превиди, огледи из преводилаштва поезије
- Афричка легенда, огледи из преводилаштва
- Прим, прев, огледи из преводилаштва
- Jersey my death, измаштани градови Виктора Игоа
- Данте шаље секунданте
- Осам влашића, о француским симболистима
- Крило времена се склапа, о пригодим стиховима Стефана Малармеа
- Данте Вијон Моцарт
- Данте-Миљковић: прво певања
- Ресторан, астро-гастро роман-трилер